# Federico Bonola
Federico Bonola conosciuto anche come Federico Bonola Bey (Milano, 1839 – Il Cairo, 16 dicembre 1912) è stato un patriota ed esploratore italiano.
Combatté nelle guerre risorgimentali come garibaldino per l'Unità d'Italia e, in seguito all'unità, combatté nelle campagne contro il brigantaggio nel sud della penisola.
Nel 1873 si trasferì in Egitto dove partecipò come esploratore a numerose spedizioni lungo il Nilo e ricoprì il ruolo di segretario della Società geografica Khediviale.
In seguito a queste esperienze, fu responsabile dell'allestimento del museo etnografico del Cairo.